# دالة باتيرسون
دالة باتيرسون هي دالة تُستخدم لحل مشكل الطور في دراسة البلورات بالأشعة السينية، تم تقديمها سنة 1935 بواسطة أرثر ليندو باترسون حين كان يزور مختبر بحث بيرترام يوجين وارين في معهد ماساتشوستس للتكنولوجيا.
دالة باترسون معرفة كالتالي:
{\displaystyle P(u,v,w)=\sum \limits _{hkl}\left|F_{hkl}\right|^{2}\;e^{-2\pi i(hu+kv+lw)}.}
وهي في الأساس تحويل فورييه للشدات بدل عوامل البنية، كما أن دالة باتيرسون مكافئة كذلك لدالة الكثافة الإلكترونية الملتفة مع دالتها العكسية:
{\displaystyle P\left({\vec {u}}\right)=\rho \left({\vec {r}}\right)*\rho \left(-{\vec {r}}\right).}
علاوة على ذلك، دالة باترسون ذات N نقطة سيكون لها N(N − 1) قمة وهذا باستثناء القمة المركزية (الأصلية) وأيّ تداخل.
وضعيات القمة في دالة باترسون هي أشعة المسافة بين الذرية وارتفاعات القمم متناسبة مع ناتج عدد الإلكترونات في الذرات المعنية.
لأنه يوجد لكل شعاع بين i وj شعاعٌ معاكس في الاتجاه وبنفس الطول (بين الذرتين j وi)، فدالة باترسون دائما متناظرة مركزيا.

## مثال لبعد واحد
لتكن هذه السلسلة من دوال ديراك المعطاة كما يلي:
{\displaystyle f(x)=\delta (x)+3\delta (x-2)+\delta (x-5)+3\delta (x-8)+5\delta (x-10);\,}
دالة باترسون الموافقة هي:
{\displaystyle {\begin{aligned}P(u)={}&5\delta (u+10)+18\delta (u+8)+9\delta (u+6)+6\delta (u+5)+6\delta (u+3)+18\delta (u+2)+45\delta (u)+\\&{}+18\delta (u-2)+6\delta (u-3)+6\delta (u-5)+9\delta (u-6)+18\delta (u-8)+5\delta (u-10).\end{aligned}}}